# Heliocapensis termitophagus
Espèce
Synonymes
- Heliophanus termitophagus Wesołowska & Haddad, 2002
- Heliophanus thaleri Wesołowska, 2009

Heliocapensis termitophagus est une espèce d'araignées aranéomorphes de la famille des Salticidae.

## Distribution
Cette espèce est endémique de l'État-Libre en Afrique du Sud,.

## Habitat

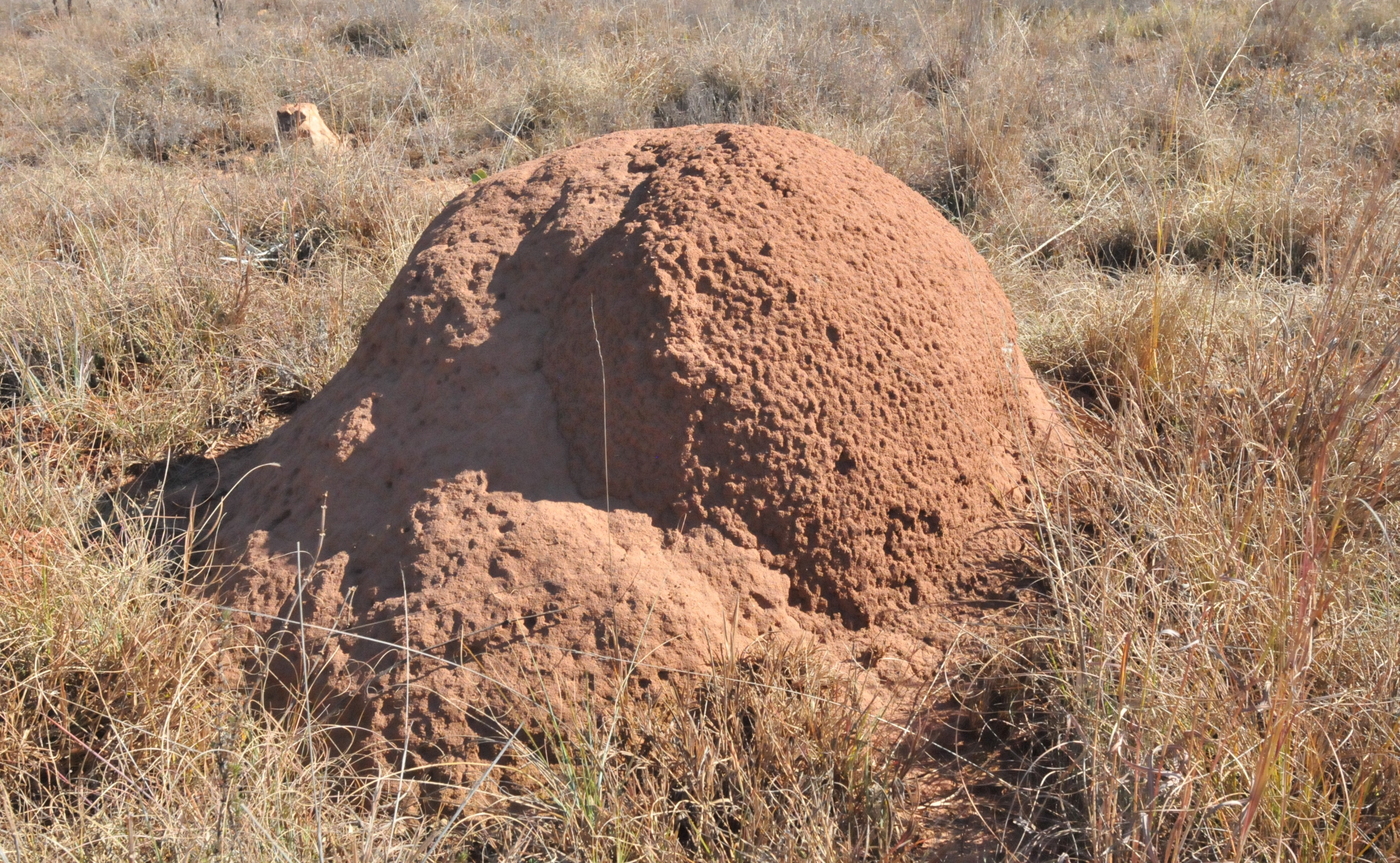
Termitière de l'espèce Trinervitermes trinervoides.

Cette espèce n'a été observée que dans des termitières en déclin, dont la reine est morte sans avoir été remplacée, de l'espèce Trinervitermes trinervoides, sa proie quasi exclusive.

## Description
La carapace des mâles mesure de 2,3 à 2,6 mm de long sur de 1,8 à 1,9 mm et l'abdomen de 2,6 à 2,7 mm de long sur de 1,7 à 1,9 mm et la carapace des femelles de 2,7 à 2,8 mm de long sur de 1,9 à 2,1 mm et l'abdomen de 4,0 à 4,4 mm de long sur de 2,7 à 3,0 mm.
De couleur brune foncée voire noire dans la zone oculaire, Heliophanus termitophagus affiche quelques motifs blancs : une tache au centre de la zone oculaire, une bande sur le bord antérieur de l'abdomen et deux à trois paires de taches sur l'abdomen.

## Systématique et taxinomie
Cette espèce a été décrite sous le protonyme Heliophanus termitophagus par Wesołowska et Haddad (d) en  2002. Elle est placée dans le genre Heliocapensis par Wesołowska en 2024.
Heliophanus thaleri a été placée en synonymie par Wesołowska en 2024.

## Publication originale
- Wesołowska & Haddad, 2002 : « A new termitivorous jumping spider from South Africa (Araneae Salticidae). » Tropical Zoology, vol. 15, no 2, p. 197-207  (texte intégral).